# ヴィルヘルム・トムセン
ヴィルヘルム・ルズヴィ・ペーター・トムセン（Vilhelm Ludvig Peter Thomsen、1842年1月25日 – 1927年5月12日）は、デンマークの言語学者でチュルク学者。突厥文字の解読でとくに有名。

## 生涯
1842年、コペンハーゲン生まれ。1859年にデンマークのコペンハーゲン大学に入学してはじめは神学を学んでいたが、文献学に興味の中心が移った。ハンガリー語とフィンランド語を学び、1869年にフィンランド語の中に含まれるゲルマン語からの借用語に関する論文を提出し、博士の学位を得た。それらウラル語族とインド・ヨーロッパ語族との共通語彙を根拠として、インド・ウラル語族説を唱えた。
教育者として、はじめ市民美徳協会(Society of Civic Virtue)がコペンハーゲンに開いたボーゲド・ギムナジウム(Østre Borgerdyd Gymnasium)でギリシア語を教えたが、その後コペンハーゲン大学の教授に就いた。トムセンは1909年から没するまでの間、デンマーク・アカデミーの会長であり、王立アジア協会の栄誉会員であった。

## 研究内容・業績
- トムセンは言語学に多くの重要な貢献をしている。その中にはゲルマン語派・バルト語派およびインド・イラン語派がフィンランド語に与えた影響の研究も含まれる[1]。

Bo Wickman (1988:808) によると、
デンマークの学者ヴィルヘルム・トムセン (1842-1927) は、時代を問わず最大の言語学者のひとりだった。言語学の驚くほど多くの分野に貢献しており、それらの分野のすべてに等しく精通していた。
- 1893年に突厥文字で書かれたオルホン碑文を、ライバルのヴィルヘルム・ラドロフに先がけて解読した。
- コペンハーゲン大学で指導した彼の学生の中にはオットー・イェスペルセンがいる。

## 栄誉・死後の顕彰
- トムセンはコペンハーゲン中央にある石碑に、他の3人のデンマーク出身の現代言語学の先駆者（ラスムス・ラスク、ニルス・ルズヴィ・ヴェスタゴー、カール・ヴェルナー）とともに刻まれている。
- トルコのアンカラには彼の名を冠した「ヴィルヘルム・トムセン通り」(Wilhelm Thomsen Caddesi)があり、その通りにはトルコ国立図書館がある。それは、20世紀の曲がり角における現代トルコの民族的アイデンティティの形成期において、トムセンのオルホン碑文の解読が重要な貢献をしたとみなされたからである。

## 主要な著作
- Über den Einfluss der germanischen Sprachen auf die finnisch-lappischen. Eine sprachgeschichtliche Untersuchung. Halle: Verlag der Buchhandlung des Waisenhauses. (1870)

ゲルマン語がフィンランド語・ラップ語に与えた影響について。
- The relations between ancient Russia and Scandinavia and the origin of the Russian state. Oxford and London: James Parker and Co.. (1877)

古代ルーシ諸国の成立とノルマン人の関係について。
- Inscriptions de l'Orkhon déchiffrées. Helsingfors: Imprimerie de la Société de littérature finnoise. (1896)

オルホン碑文に関する主著。
- “Études lyciennes”. Oversigt over det Kongelige Danske videnskabernes selskabs forhandlinger (København):  1-77. (1899).

リュキア語研究。
- “Remarques sur la parenté de la langue étrusque”. Oversigt over det Kongelige Danske videnskabernes selskabs forhandlinger (København):  373-398. (1899).

エトルリア語とコーカサス諸語の関係について。
- Sprogvidenskabens historie; en kortfattet fremstilling. København: Forlagt af Universitetsboghandler G. E. C. Gad. (1902)

邦訳 泉井久之助、高谷信一 訳『言語学史：その主要点を辿りて』弘文堂、1937年。

## 関連文献
- Brøndal, Viggo (1927). “L'œuvre de Vilhelm Thomsen”. Acta philologica scandinavica (København) (2):  289-318.
- Wickman, Bo (1988). “The history of Uralic linguistics”. In Sinor, Denis. The Uralic Languages: Description, History and Foreign Influences. Leiden: Brill.